# 北川桃雄
北川 桃雄（きたがわ ももお、1899年3月3日－1969年5月19日）は、日本の美術史家。

## 経歴
出生から修学期
1899年、東京都港区で生まれた。旧制芝中学を経て、旧制第二高等学校で学んだ。1921年に卒業し、京都帝国大学経済学部に進学。1924年に卒業。
教員時代
卒業後は、奈良県立五條中学校（現奈良県立五條高等学校）の英語科教諭として勤務。同年8月に笠井ふぢと結婚。その後京都市立第一工業学校教師に転じた。同校での同僚には下村寅太郎、田中忠雄らがいた。
1937年8月13日、北川の参加する文芸雑誌『リアル』がコミンテルンと通じているとの嫌疑で、工業学校の同僚・田中忠雄らとともに治安維持法違反で検挙された。
翌1938年東京に転居し、志賀直哉の勧めで東京帝国大学文学部美学美術史学科に入学。在学中1940年に鈴木大拙の英文著作「禅と日本文化」を訳し、1941年に42歳で卒業。1942年、共立女子専門学校講師に就いた。
戦後
1949年に同大学教授に昇格。1949年に美術ペンクラブが発足した際には参加。1956年、北京で雪舟記念式典が再際された際には日中友好協会を経て招聘され、日本画家の山口蓬春、橋本明治と共に訪中。1969年に血清肝炎のため東京都で死去。

## 受賞・栄典
- 1954年：『室生寺』（写真：土門拳）で毎日出版文化賞を受賞。

## 研究内容・業績
当初は経済学研究を選んだが、後に東洋美術の研究に転じた。奈良の古寺紀行を多く著し、のちに中国、北京や敦煌紀行を刊行。

## 著作

### 著書
- 『法隆寺』アトリエ社 1942
- 『斑鳩襍記』』文藝春秋社 1943
- 『秘仏開扉』矢貴書店 1944
- 『古塔巡歴』東京出版 1947
- 『壷中天』随筆集 圭文社 1947
- 『斑鳩尼寺』世界文学社 1947
- 『美しき奈良』美術出版社(みづゑ文庫) 1951
- 『美しき古都・京都』美術出版社(少年美術文庫) 1951
- 『関西旅行』筑摩書房(中学生全集) 1952
- 『石庭林泉』筑摩書房 1952
  - 再版 角川文庫 1965
- 『日本美の探求』法政大学出版局(教養新書) 1954
- 『夢殿』創元社 1957（創元選書）
- 『日本美術物語』偕成社(図説文庫) 1957
- 『敦煌紀行』小山書店新社 1959
  - 改題『敦煌美術の旅』雪華社 1963
  - 改題『美術紀行 敦煌』東出版 1977
- 『斉藤知一郎伝』大昭和製紙斉藤知一郎顕彰委員会 1962
- 『室生寺』中央公論美術出版(美術文化シリーズ) 1963
  - 新版 1988年
- 『大和古寺抄』人物往来社 1964
- 『当麻寺』中央公論美術出版 1966 (美術文化シリーズ)
- 『大同の古寺』(中国美術の旅)　中央公論美術出版 1969
- 『古都北京』(中国美術の旅)　中央公論美術出版 1969
- 『古い造形の新しさ』時の美術社 1970

### 共編著
- 『日本美術の鑑賞』古代篇・近代篇 奥平英雄共編 帝国教育会出版部 1942
- 『室生寺 』美術出版社 1954 土門拳撮影
  - 改題『女人高野　室生寺』小川光三撮影、新潮社(とんぼの本) 1985
- 『京都・奥丹波』宝文館 1959 (日本の風土記)
- 『法隆寺 いかるがの里』淡交新社 1962 入江泰吉写真
- 『日本近代絵画全集』第24巻 前田青邨・川端龍子 講談社 1964

### 訳書
- 『禅と日本文化』鈴木大拙、岩波新書 赤版 1940、改版 1964
  - 新版『対訳 禅と日本文化』講談社インターナショナル 2005
- 『続 禅と日本文化』鈴木大拙、岩波新書 赤版 1942